# Orbigny-au-Mont
Orbigny-au-Mont é uma comuna francesa na região administrativa de Grande Leste, no departamento de Haute-Marne. Estende-se por uma área de 9,35 km². Em 2010 a comuna tinha 136 habitantes (densidade: 14,5 hab./km²).